# 大田黒武生
大田黒 武生（おおたぐろ たけお、1944年6月27日 - ）は、日本の俳優、声優。東京都世田谷区出身。劇団ぐるうぷ観覧車所属。1969年から1983年まで劇団NLTに所属していた。LSラブサウンド湘南代表。
身長172cm。体重53kg。別名は太田黒 武生。

## 人物
藤沢市立湘洋中学校、神奈川県立茅ヶ崎高等学校、日本大学芸術学部演劇学科卒業。
日本新劇俳優協会、日本音楽著作家連合、さかき作詞作曲研究会会員。
1983年から1996年まで株式会社「広宣」で勤務。1998年より「TF株式会社」へ入社。 

## 出演作品

### テレビドラマ
- フラワーアクション009ノ1 第4話「殺し屋はニューモードがお好き」（1969年、CX / 東映）
- 東京バイパス指令 第57話「華やかな容疑者」（1969年、NTV / 東宝）
- 特別機動捜査隊 第483話「俺は三船刑事だ」（1971年、NET / 東映） - フーテン
- 仮面ライダーシリーズ（MBS / 東映）
  - 仮面ライダー 第12話「殺人ヤモゲラス」（1971年） - サラリーマン
  - 仮面ライダーV3 第16話「ミサイルを背おったヤモリ怪人!」（1973年） - 三好好男（釣り人）
- 木下恵介・人間の歌シリーズ / 冬の華 第4話（1971年、TBS）
- ミラーマン 第25話「怪獣を探す妖精少女」（1972年、CX / 円谷プロ） - 清掃局員
- 人造人間キカイダー（NET / 東映）
  - 第5話「イエロージャガーの魔の手が迫る」（1972年） - 作業員
  - 第20話「冷酷アオタガメのドクロ計画!!」（1972年） - 貯水池職員
  - 第26話「ミドリマンモス地球冷凍作戦!!」（1973年） - 園芸センター従業員
- ロボット刑事 第22話「恐悪ミサイルマン バドーの正体!!」（1973年、CX / 東映） - バドー工作員08
- イナズマン 第19話「謎の殺人ボクサー ミラーX?」（1974年、NET / 東映） - マネージャー
- イナズマンF 第23話「さらばイナズマン ガイゼル最期の日」（1974年、NET / 東映） - デスパー市民
- 秘密戦隊ゴレンジャー（NET / 東映）
  - 第16話「白い怪奇! 鏡の中の目」（1975年）
  - 第28話「赤い大噴火! 地底基地に潜入せよ」（1975年） - 大田黒
  - 第73話「黒いつむじ風!! 勝負だ! 一直線」（1976年） - イーグル隊員
- 太陽にほえろ!（NTV / 東宝）
  - 第242話「すれ違った女」（1977年） - 南郷鉄鋼社員
  - 第263話「罠」（1977年）
  - 第290話「執念」（1978年）
  - 第297話「ゴリ暴走!」（1978年）
- 西遊記 第11話「夜と昼の妖怪夫婦」（1978年、NTV / 国際放映） - 夜の町の町人
- ウルトラマン80 第46話「恐れていたレッドキングの復活宣言」（1981年、TBS / 円谷プロ） - 淳の父
- 花王愛の劇場 / 夫婦（1982年、TBS / 国際放映）
- 男!あばれはっちゃく 第93話「さよならドン平マルヒ作戦」（1982年、ANB / 国際放映）

### テレビ番組
- 8時だョ!全員集合（TBS / 渡辺プロダクション）

### テレビアニメ
- まんがはじめて物語（1976年 - 1984年、ダックスインターナショナル / TBS）

### 映画
- 土砂降り（1957年、松竹）
- 富士山頂（1970年、日活）

### 吹き替え
- サンゲリア（1982年） - 検視官 ※TBS版

### 舞台
- 風と共に去りぬ（帝国劇場）
- 恋の冷凍保存（紀伊國屋ホール）
- 小鳥になったライオン（渋谷公会堂）
- 芸術祭優秀賞受賞作品「らくだい天使ペンキィ」（虎ノ門ホール）